# العلاقات الأوزبكستانية الميانمارية
العلاقات الأوزبكستانية الميانمارية هي العلاقات الثنائية التي تجمع بين أوزبكستان وميانمار.

## مقارنة بين البلدين
هذه مقارنة عامة ومرجعية للدولتين:
| وجه المقارنة                                              | أوزبكستان       | ميانمار          |
| --------------------------------------------------------- | --------------- | ---------------- |
| المساحة (كم2)                                             | 448.98 ألف      | 676.58 ألف       |
| عدد السكان (نسمة)                                         | 32.39 مليون     | 53.37 مليون      |
| الكثافة السكانية (ن./كم²)                                 | 72.14           | 78.88            |
| العاصمة                                                   | طشقند           | نايبيداو، يانغون |
| اللغة الرسمية                                             | اللغة الأوزبكية | اللغة البورمية   |
| العملة                                                    | سوم أوزبكستاني  | كيات ميانماري    |
| الناتج المحلي الإجمالي (بليون دولار)                      | 48.72 مليار     | 69.32 مليار      |
| الناتج المحلي الإجمالي (تعادل القوة الشرائية) بليون دولار | 190.50 مليار    | 282.95 مليار     |
| الناتج المحلي الإجمالي الاسمي للفرد دولار أمريكي          | 2.13 ألف        | 1.16 ألف         |
| الناتج المحلي الإجمالي للفرد دولار أمريكي                 | 5.57 ألف        |                  |
| مؤشر التنمية البشرية                                      | 0.675           | 0.536            |
| رمز المكالمات الدولي                                      | +998            | +95              |
| رمز الإنترنت                                              | .uz             | .mm              |
| المنطقة الزمنية                                           | ت ع م+05:00     | ت ع م+06:30      |

## منظمات دولية مشتركة
يشترك البلدان في عضوية مجموعة من المنظمات الدولية، منها:
| علم المنظمة | اسم المنظمة                        | تاريخ انضمام أوزبكستان | تاريخ انضمام ميانمار |
| ----------- | ---------------------------------- | ---------------------- | -------------------- |
|             | مؤسسة التنمية الدولية              | 24 سبتمبر 1992         | 5 نوفمبر 1962        |
|             | مؤسسة التمويل الدولية              | 30 سبتمبر 1993         | 3 ديسمبر 1956        |
|             | منظمة حظر الأسلحة الكيميائية       | ?                      | ?                    |
|             | الأمم المتحدة                      | 2 مارس 1992            | 19 أبريل 1948        |
|             | الاتحاد الدولي للاتصالات           | 10 يوليو 1992          | 15 سبتمبر 1937       |
|             | منظمة الشرطة الجنائية الدولية      | ?                      | ?                    |
|             | البنك الدولي للإنشاء والتعمير      | 21 سبتمبر 1992         | 3 يناير 1952         |
|             | الاتحاد البريدي العالمي            | ?                      | ?                    |
|             | وكالة ضمان الاستثمار متعدد الأطراف | 4 نوفمبر 1993          | 16 ديسمبر 2013       |
|             | بنك التنمية الآسيوي                | 1995                   | 1973                 |
|             | يونسكو                             | 26 أكتوبر 1993         | 27 يونيو 1949        |

## وصلات خارجية
- موقع وزارة الخارجية الأوزبكستانية
- موقع وزارة الخارجية الميانمارية